# Castello di Candia Canavese
Il castello di Candia detto oggi Castelfiorito si trova nella località che oggi è conosciuta come Candia Canavese del Piemonte ed è la ricostruzione ottocentesca dell'antico castello di Candia Canavese che un tempo dominava il borgo.
L'antico castello fu tenuto dal 1204 al 1669 dai signori di Candia e Castiglione, della famiglia di Gotifredo da Castiglione.
La costruzione non appare omogenea: in parte è con mattoni a vista, come la torre dalla merlatura ghibellina, che ha struttura simile all'antica torre del castello di Castiglione.

## Storia
Le prime notizie della costruzione del castrum di Candia si hanno in seguito agli eventi della IV crociata e dell'investitura nel 1205, da parte del Podestà d'Ivrea, a conti e feudatari del Roero dei fratelli Enrico, Guglielmo e Giacomo de Candia e Castiglione. Fiorente centro di commerci, il castello divenne il principale possedimento dei de Candia nel Canavese.
Nella seconda metà del XIII secolo, dopo la scomunica di Guglielmo VII del Monferrato da parte del vescovo, si aprì un periodo di libertà comunale e di contese del territorio da parte di diversi nobili: i Raimondo di Candia, i de Candia, i Galvagno, i signori di Oria e i signori di Mazzè.
Durante la guerra del Canavese del XIV secolo i castelli di Candia e Castiglione subirono molti danni da parte del Principe d'Acaia e vennero poi smantellati da Fabrotino da Parma.
Il feudo fu oggetto di alcune sanguinose rivolte ferocemente represse (sia della locale popolazione, sia dei nobili francesi, tedeschi, svevi e veneziani ivi residenti), fino a perdere i propri privilegi e passare sotto l'amministrazione di governatori inviati dal marchesato del Monferrato.
Alla fne del XVII secolo, attraverso il matrimonio della donna nobile Laura de Candia con Carlo Birago, il castello diventa possedimento della famiglia Birago di Vische, che fece abbattere le vecchie costruzioni. Resti di mura medievali sono ancora osservabili nelle case di via Cesare Battisti e via Cavour.